# Michael Joswig
Michael Joswig (* 16. Dezember 1965 in Iserlohn) ist ein deutscher Mathematiker.

## Leben
Joswig studierte an der Eberhard Karls Universität Tübingen Mathematik und an der ETH Zürich Mathematik mit Nebenfach Informatik. Während des Studiums wurde er Mitglied des Tübinger Wingolf. Er schloss 1991 sein Studium mit einer Diplomarbeit über „Projektivitäten verallgemeinerter Polygone und Moufangachtecke“ ab und promovierte 1994 bei Theo Grundhöfer mit einer Arbeit über „Translationsvierecke“. Für die folgenden zwei Jahre ging er als Forschungsstipendiat und Postdoc an das Research Institute for Symbolic Computation in Linz.
Nach seiner Rückkehr ging Joswig nach Berlin, wo er von 1996 bis 1999 als Mitarbeiter von Günter Ziegler an der TU Berlin arbeitete. Nach einer Vertretungsprofessur 1999 bis 2000 in Frankfurt a. M. habilitierte er 2000 an der TU-Berlin mit „Beiträgen zur Polytoptheorie und zur Inzidenzgeometrie“. Nach einer vierjährigen Tätigkeit als Privatdozent an der TU-Berlin wurde er Professor an der TU Darmstadt für Algorithmische Diskrete Mathematik. 2009 lehnte er einen Ruf an die Universität Kyūshū in Fukuoka, Japan ab. Seit 2013 hat er eine Einstein-Professur für Diskrete Mathematik/Geometrie an der TU Berlin inne. Seit 2019 leitet er zudem die Arbeitsgruppe für Mathematische Software am Max-Planck-Institut für Mathematik in den Naturwissenschaften in Leipzig.
Michael Joswig lebt und arbeitet gegenwärtig in Berlin.

## Werk
Joswig arbeitet an Problemen der diskreten Mathematik und insbesondere der diskreten Geometrie, Polyedertheorie, algorithmische Geometrie, kombinatorische Topologie, diskrete Differentialgeometrie, tropische Geometrie, Computeralgebra und Visualisierung. Der Schwerpunkt liegt in der Entwicklung mathematischer Software und damit im Schnittfeld von reiner und angewandter Mathematik. Ziel ist es komplexe Hilfsmittel nicht nur für die Bearbeitung mathematischer Probleme, sondern auch für die Ingenieurwissenschaften und die konkrete Anwendung zu programmieren. Hierzu zählt etwa die frei verfügbare Software polymake zur Untersuchung konvexer Polytope. Die Verfahren, die Joswig in Softwaresystemen verfügbar macht, können aber auch dazu dienen, die Verkehrsplanung zu optimieren, ökonomische Prozesse zu modellieren oder biologische Prozesse in Entwicklungsmodellen zu rekonstruieren.
Von 2008 bis 2009 schrieb er Beiträge für die Kolumne Zahlensalat, die im Handelsblatt erschien. Seit 2011 ist er Mitherausgeber der „Beiträge zur Algebra und Geometrie“. Er ist außerdem Mitglied des DFG-Forschungszentrums Matheon und war 2013–2016 verantwortlicher Herausgeber der „Mitteilungen der Deutschen Mathematiker-Vereinigung“ und als solcher auch Mitglied des DMV-Vorstandes.

## Schriften (Auswahl)
- Translationsvierecke. Dissertation, Universität Tübingen, 1994.[6]
- mit Thorsten Theobald: Polyhedral and Algebraic Methods in Computational Geometry. Universitext. Springer, London, 2013. ISBN 978-1-4471-4816-6
- mit Komei Fukuda, Joris van den Hoeven und Nobuki Takayama als Hg.: Mathematical Software | ICMS 2010. Lecture Notes in Computer Science Vol. 6327, Springer, 2010. ISSN 0302-9743.
- mit Thorsten Theobald: Algorithmische Geometrie. Vieweg, 2007. ISBN 978-3-8348-0281-1.
- mit Nobuki Takayama als Hg.: Algebra, Geometry, and Software Systems. Springer, 2003. ISBN 978-3-540-00256-7.